# Юган (герцог Естерйотландський)
Юган (швед. Johan, hertig av Östergötland; 18 квітня 1589, Уппсала — 5 березня 1618, Норрчепінг, Естерйотланд) — герцог Естерйотландський, син шведського короля Югана III і його другої дружини Гунілли Бельке.

### Із життєпису
Навчався разом зі своїм двоюрідним братом, п'ятирічним молодшим князем і майбутнім королем Густавом Адольфом. Дядько Югана герцог Карл, згодом теж майбутній король, ставився до нього як до свого власного сина. Після битви при Стонгебру католицький брат герцога Югана Сигізмунд був оголошений скинутим з шведського престолу у 1599 році. 10-річний Юган був би наступним королем за послідовністю але його дядько Карл, найближчий дорослий у лінії спадкоємства, прийняв регентство. І у 1604 році він відмовився від усіх своїх прав на шведський престол на користь дядька, Карла IX. Після смерті останнього Юган знову відмовився від своїх прав на корону на користь Густава Адольфа.